# أحمد البدوي الشنقيطي
أحمد البدوي المجلسي الشنقيطي (1158هـ/1745م - 1208هـ/1794م) هو عالم بالأنساب والسيرة النبوية من بلاد شنقيط. ومن أشهر مصنفاته «عمود النسب».

## نسبه وأسرته
- هو أبو الغوث أحمد البدوي بن محمد بن أبي أحمد المجلسي ثم البوحمدي.
- والده هو محمد بن أبي أحمد المجلسي، الذي كان من كبار العلماء المدرسين في بداية القرن الثاني عشر الهجري.
- أمه مريم بنت حبيب بن أبانحمد الجكنية، وهي أخت سيد المين بن حبيب (1080-1180هـ).
- كان خامس إخوة رجال كلهم علماء، وأختهم فاطمة وهي أم الشاعر المفلق المعروف حبيب الله بن ماناه الجكني.[2][3]

## سيرته
ولد سنة 1158هـ/1745م في موريتانيا. برع البدوي في النحو وعلوم العربية، بدأ اهتمام أحمد البدوي بعلوم السيرة وأنساب وتاريخ العرب، وعنايته بالتأليف فيها في أول شبابه، فكانت له أوان طفولته أنظام قصيرة ومقاطع شعرية في بعض مسائلها.
توفي سنة 1208هـ، وقيل 1209. وهناك رواية أخرى بأن وفاته كانت 1220هـ اعتمادا على نسخة مخطوطة قديمة من نظم عمود النسب توجد في مكتبة الحرم بمكة.

## مؤلفاته
لم يحفظ لأحمد البدوي من المؤلفات إلا أنظامه في السيرة وما يتعلق بها، مثل أنساب العرب وغزوات النبي وفتوح الخلفاء الراشدين. وما سوى ذلك كان أنظام فوائد قليلة وقطعا شعرية قصيرة. وغير هذا لم يحفظ.

### نظم عمود النسب
منظومة عمود النسب، يقع هذا النظم في 1272 بيتا من الرجز. وقد بدأه بمقدمات عامة وهامة عن تاريخ مكة وبيتها المحرم، وهي مولد النبي. وعن أصل العرب بفرعيهم: عدنان عمود نسبه صلى الله عليه وسلم، وقحطان عمود نسب الأنصار. فأتى بالأهم والأصح من تاريخهم، وبعض خصائص حياتهم الاجتماعية. ثم كان النظم جله عن نسب النبي وأجداده المجمع عليهم، وما تفرع منهم من بطون العرب ورجالها المشهورين وشعرائها المبدعين وفرسانها وأيامها؛ وأنساب المهاجرين والأنصار.
اتبع الناظم في القسم الأول، وهو الأكبر، تسلسلا تنازليًا؛ بادئًا بعدنان ثم معد فنزار إلى النبي. ذاكرًا من كل واحد من الأجداد ما تفرع منه من القبائل والبطون، مع ذكر مشاهيرهم والإشارة إلى قصصهم وحروبهم وأشعارهم. وفي القسم الثاني، وهو قحطان عمود نسب الأنصار، ركز على فرعيه الأوس والخزرج.

### نظم الغزوات
نظم الغزوات، أو منظومة المغازي، يقع في 455 بيتًا. ينصَبُّ على أهم أحداث سيرة النبي. ووقائع غزواته وبعض بعوثه، وتفاصيل ما جرى فيها من الجهاد والقتال. يقول أحمد البدوي بن محمدا في أول هذه المنظومة:

### نظم الفتوحات الكبرى
نظم الفتوحات ويعرف أيضا بخاتمة الأنساب، هو منظومة موجزة يقع في 175 بيتا من الرجز. وهو أقل تداولا من سابقيه، ذكره تلميذه حماد في شرحه للأنساب باسم «نظم الفتوحات». إلا انه اشتهر عند الناس بنظم «خاتمة الأنساب» بناء على ما استطرد من خبر فتوح أبي بكر وعمر عند الكلام عليهما في نظم عمود النسب. فكأنه أراد إكمال ذلك وتفصيله وإلحاق ما كان من الفتوح الإسلامية بعد ذلك. وقد بدأه مباشرة بذكر أحداث وفاة النبي، قائلا: